# Disa uniflora
Disa uniflora es una especie fanerógama de orquídea de hábito terrestre. Es la especie tipo del género Disa, y una de las mejor conocidas especies de este género. Es nativa de Sudáfrica, Provincia del Cabo; y crece en áreas húmedas.

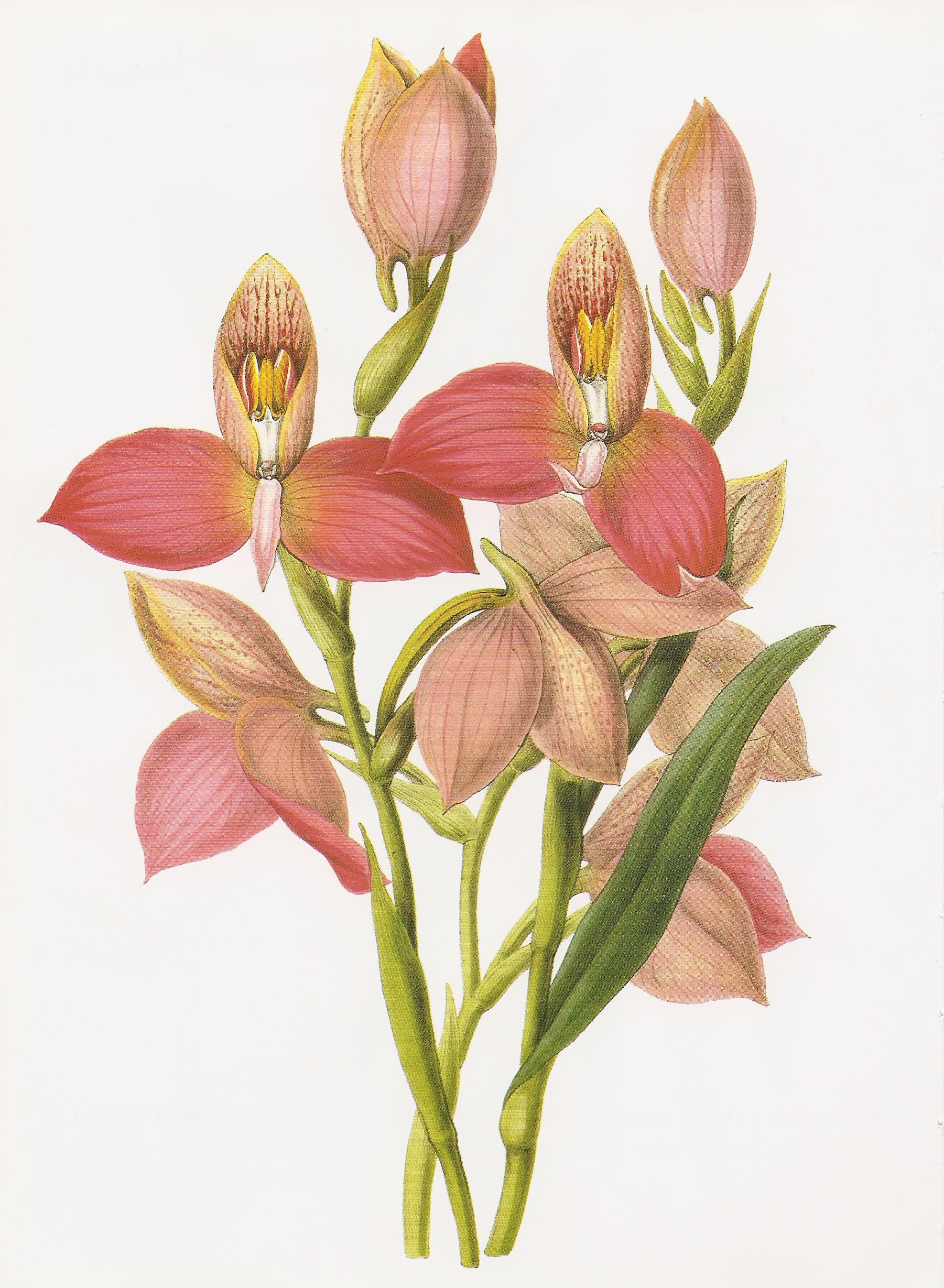
Ilustración de Miss S.A.Drake (fl. 1820s-1840s), pl. 49 de Sertum Orchidaceum (1838-1841) de John Lindley (1799-1865)

## Descripción
Es una orquídea de pequeño a gran tamaño, prefiere clima fresco a frío, tiene hábitos terrestres. Florece durante los meses veraniegos, desde tubérculos con tallos con hojas lanceoladas a alargadas-lanceoladas, agudas, con las hojas extendidas. Florece en una inflorescencia muy vistosa de 20 a 30 cm de largo, en forma de racimo con brácteas lanceoladas, acuminadas y con 1 a 3 flores, usualmente rojizas, aunque puede venir en rosa, amarillo y raramente blanco. Es polinizada por la mariposa Pride  Aeropetes tulbaghia. La floración se produce en el otoño hasta la primavera.

## Distribución y hábitat
Se encuentra en la Table Mountain en Sudáfrica en alturas de 100 a 1200 metros cerca permanentemente del agua,  a lo largo de los arroyos, grietas de roca, en zonas de infiltración y cascadas.

## Taxonomía
Disa uniflora fue descrita por Peter Jonas Bergius  y publicado en Descriptiones Plantarum ex Capite Bonae Spei, ... 348. 1767.
Etimología
Disa : el nombre de este género es una referencia a  Disa, la heroína de la mitología nórdica hecha por el botánico Carl Peter Thunberg.
uniflora: epíteto latino que significa "una flor".
Sinonimia
- Disa barelli hort. ex Puydt 1880
- Disa grandiflora L.f.
- Satyrium grandiflorum Thunb.[3][4][1]